# Kanzlers Weide

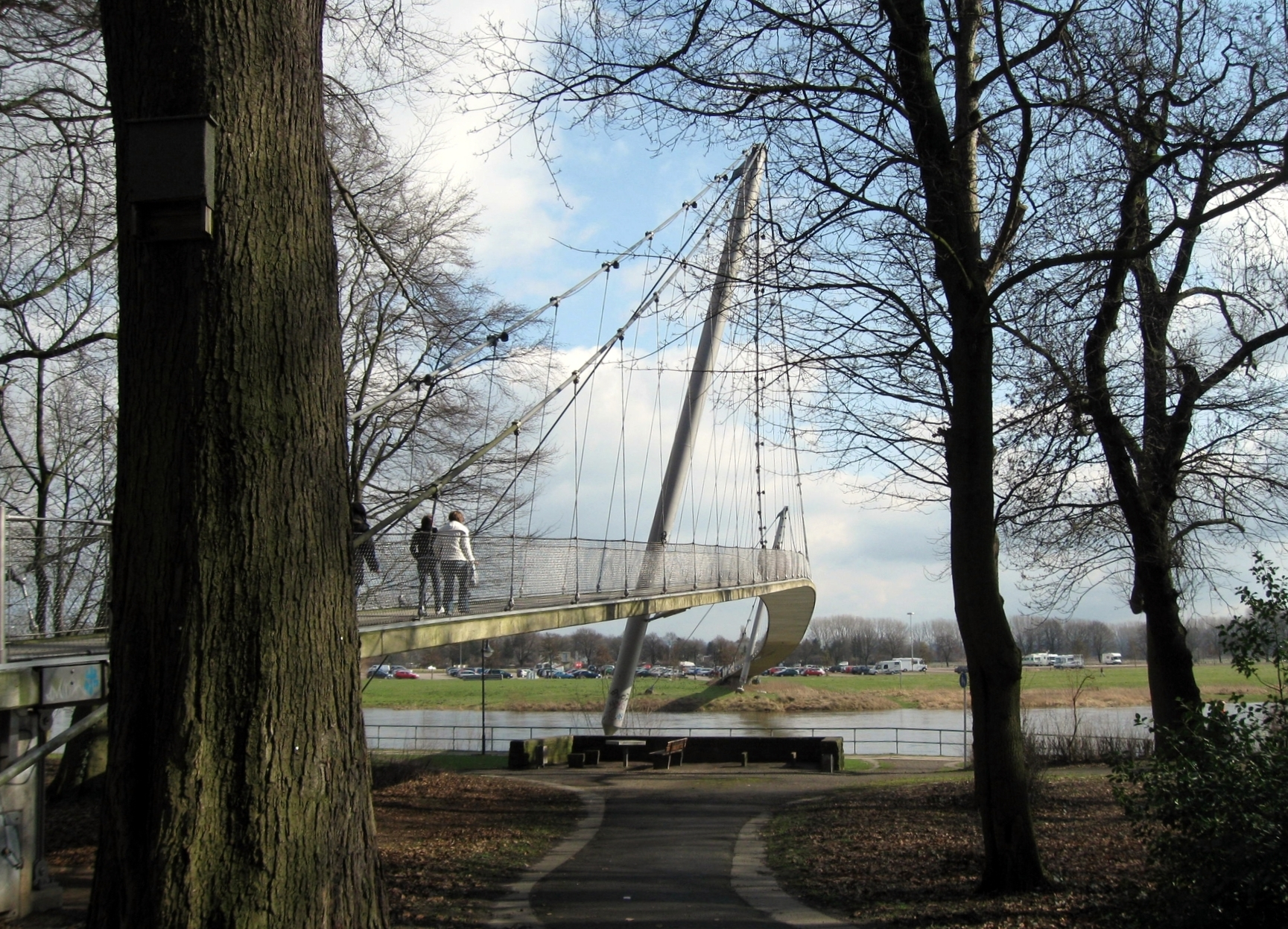
Blick auf die Kanzlers Weide und die Glacisbrücke

Die Kanzlers Weide ist ein Festplatz und Parkfläche in der ostwestfälischen Stadt Minden in Nordrhein-Westfalen. Sie liegt auf dem rechten Weserufer nahe der Mindener Innenstadt.

## Namensherkunft

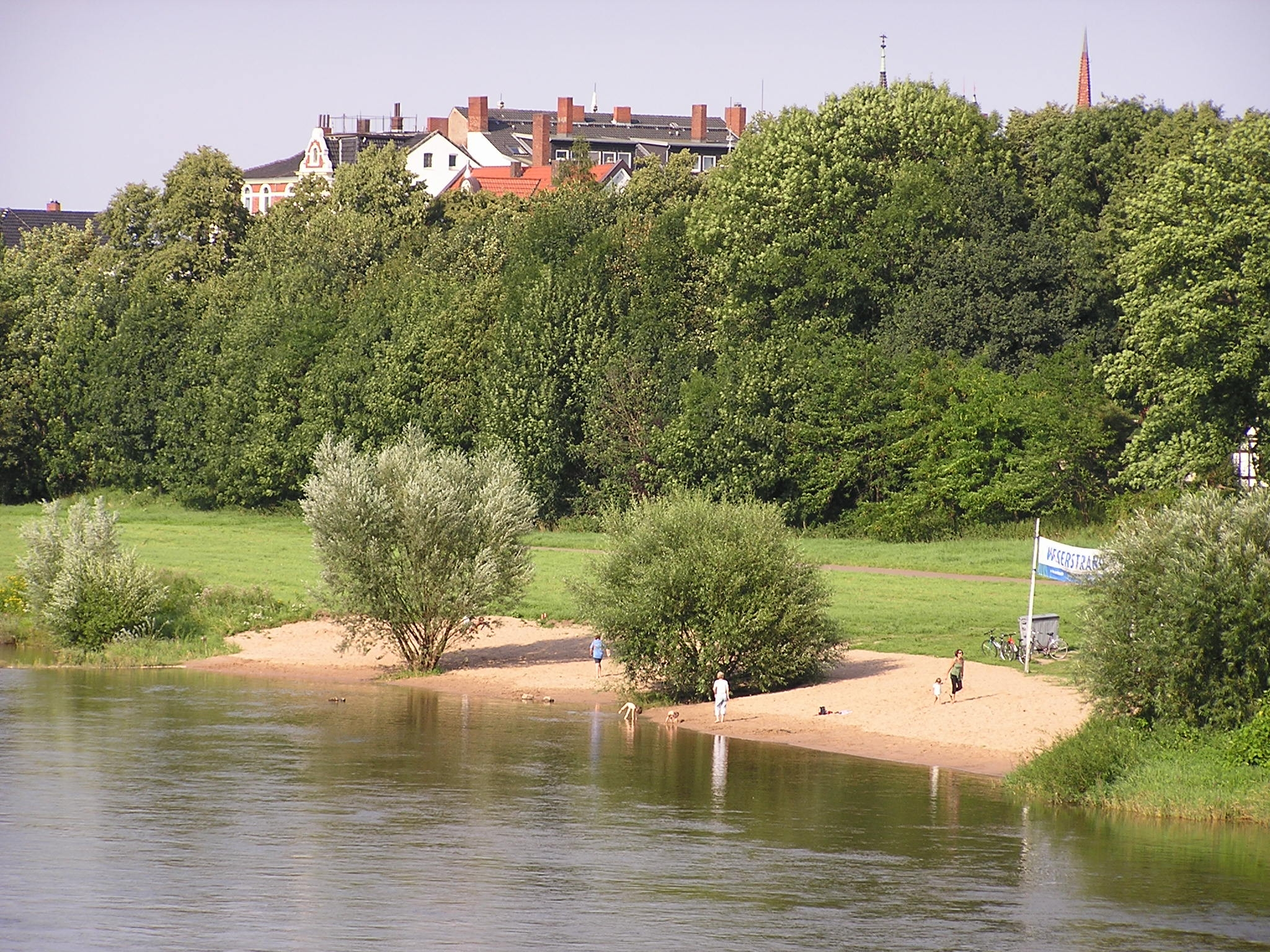
Strandbereich an der Kanzlers Weide

Ihren Namen verdankt sie dem brandenburgisch-preußischen Kanzler Wilhelm Heinrich Danckelmann. Dieser kaufte die ehemalige Stadtweide am 29. März 1691 der Stadt Minden ab. Nach seinem Tod 1752 wurde die Fläche an die Stadt zurückgegeben. Der Name blieb aber erhalten.

## Geschichte
Der nördliche Teil des rechten Weserufers wurde im 18. Jahrhundert für den Festungsbau, insbesondere für den Ausbau des Brückenkopfes, einbezogen. Das erste Bürgerschützenfest fand 1841 auf der Kanzlers Weide statt. Damals war Minden noch Festung, diese wurde erst 1872 aufgelöst. Außerdem gab es in den Jahren von 1851 bis 1862 eine erste Flussbadeanstalt auf Kanzlers Weide. Von 1913 bis 1930 stand dort ein Garderoben- und Erfrischungsgebäude.
Bis in die Mitte des 20. Jahrhunderts gab es keinen großen Nutzen für die Kanzlers Weide. In den 1950er Jahren wurde am Weserufer ein Campingplatz eingerichtet, die Betreuung erfolgte durch das auf dem Platz errichtete Büdchen. Im Wald an der Uferstraße befand sich einmal ein Minigolfplatz. Der Platz wurde als Aufmarschplatz für politische Reden genutzt. Ab 1960 wurde die Fläche aber vermehrt als Veranstaltungs- und Festplatz genutzt, darunter auch für die Mindener Messe. Auch das größer werdende Verkehrsaufkommen sorgte dafür, dass auf der Kanzlers Weide eine große Parkfläche angelegt wurde. 1995 wurde der Parkplatz Kanzlers Weide durch den Bau einer Glacisbrücke über die Weser direkt mit der Innenstadt von Minden verbunden.

## Heutige Nutzung
Heute finden auf der Kanzlers Weide zahlreiche Veranstaltungen und Konzerte statt. Die Stadt Minden installierte hier im Rahmen ihrer Kommunikationsoffensive im Juni 2015 eine neue Webcam und freies WLAN. Auf dem aufgepflasterten Teil des Platzes entlang der Weser entstand ein Wohnmobilstellplatz der Stadt Minden. Dieser ist durch einen Ratsbeschluss der Stadt Minden seit dem 1. Juli 2016 für Wohnmobile gebührenpflichtig.